# Young Boys Inc.
Pour les articles homonymes, voir YBI.
Young Boys Incorporated, également connu sous le nom de Y.B.I., est une importante organisation criminelle de Détroit. Elle a été parmi les premiers cartels de la drogue afro-américains à opérer dans les rues du centre-ville. Les Young Boys étaient innovants, ouvrant des franchises dans d'autres villes, faisant la promotion de noms de marque et employant une extrême brutalité pour effrayer leurs rivaux.
Y.B.I. a émergé à la fin des années 1970. Leur modus operandi utilisait des mineurs comme passeurs d'héroïne. Si la police les arrêtait, ils ne pouvaient pas recevoir les mêmes sanctions pénales que les adultes en raison de leur statut de mineur. Les dirigeants sont restés largement à l'abri des mesures répressives pendant de nombreuses années.

## Histoire
Le groupe a été formé en 1978 par Dwayne Davis (alias Wonderful Wayne), Charles Lindsey (alias Choicey Chuck) et Mark Marshall dans un quartier de Detroit. Peu de temps après, un homme du même quartier nommé Raymond Peoples s'est joint à eux et en est devenu le chef. Deux ans plus tard, Butch Jones (alias Big Boy), libéré de prison, a rejoint l'organisation. C'est à cette époque que Y.B.I. a été divisé en trois équipes distinctes dirigées par Dwayne Davis, Raymond Peoples et Butch Jones. Ils contrôlaient 80% du trafic d’héroïne à Détroit de 1978 à 1982.
Dès le début, le principal lieu d'opération de Y.B.I. était le quartier Dexter / Davison au nord-ouest de Detroit. Environ deux ans après sa formation, Y.B.I. a complètement repris le commerce de l'héroïne à Détroit et dans les environs, avec des ventes estimées à environ 300 000 dollars par jour. Après la scission, Davis a envoyé l'un de ses principaux lieutenants à Boston pour étendre son trafic. Après environ un an, l'équipe, avec de nouveaux membres de Boston, a repris l'essentiel du commerce d'héroïne de cette ville. Les ventes ont culminé à Boston à environ 50 000 $ par jour.
L'organisation de Détroit a été gravement paralysée en septembre 1982, lorsqu'il a été allégué que Butch Jones avait ordonné l'exécution de Davis à cause d'un conflit de territoire. Davis a été abattu au coin de Columbus et Lawton à l'ouest de Detroit. Quelques mois plus tard, le 7 décembre, Raymond Peoples, Butch Jones et 41 des principaux lieutenants de Y.B.I. ont été inculpés, reconnus coupables et condamnés à de longues peines de prison. Beaucoup pensaient qu'en raison de la mort de Davis, aucun membre de son équipe n'avait été inculpé. Après que Peoples a été libéré de prison, il a été abattu dans une voiture en 1985.
Le seul lieutenant que Davis a envoyé à Boston, James "Pep" Cooper, est revenu à Détroit après la mort de Davis et a repris ce qui restait de Y.B.I. Ils ont opéré pendant environ six ans, amenant le groupe à un autre niveau jusqu'à ce que des actes d'accusation fédéraux soient prononcés contre divers membres du groupe, et le crack est rapidement devenu la drogue principale du centre-ville supplantant l'héroïne.
L'un des membres qui sont revenus de Boston avec Cooper était Steven Sealy. Sealy est surtout connu pour avoir été abattu alors qu'il était assis dans la Bentley de Whitney Houston devant un club de Boston. Dans la voiture avec lui se trouvait Bobby Brown, le mari à l'époque de Houston. Butch Jones a été libéré après avoir purgé 12 ans dans une prison fédérale (en). Il a finalement été de nouveau inculpé de trafic de drogue et de meurtre. Il a coopéré avec les autorités fédérales pour une peine moindre.
YBI a inauguré un changement dans les structures des gangs. Les jeunes noirs étaient automatiquement associés au fait d'être des membres de gangs. La police de Detroit a demandé l'aide des agences fédérales pour lutter contre YBI en 1980. Mais le fait de pouvoir être membre d'un gang est restée ancrée dans l'esprit de nombreux jeunes. De plus, les habitants de Detroit était confrontés à la menace des gangs, l'idée de violence, de dépendance et de mort était liée à YBI dans les médias. En être membre était symbole de statut pour les jeunes noirs.
La réputation et le système d'organisation de Y.B.I ont eu un impact et une influence sur les gangs de drogue à l'échelle nationale au cours des années 1980 et 1990. Par conséquent, après leur chute, d'autres cartels noirs de la drogue de Détroit ont copié leur structure organisationnelle. De nombreux gangs, tels que Best Friends, Pony Down, Black Mafia Family (en) et Chambers Brothers (en), ont pris de l'importance à la suite de Y.B.I. et ont fait l'objet d'une série documentaire de Black Entertainment Television intitulée American Gangster (en).

## TV, DVD
- Crimetown (en), saison2, épisode 5, « YBI to the day I die »
- Flip Willson, Caleb Bond, Charles Pugh, Breeylnn Martin, The Detroit connection, vol. 1, Milton "Butch" Jones, Midwest Entertainment, 2010.